# Fußball-Verbandspokal 2016/17 (Frauen)
Über den Fußball-Verbandspokal 2016/17 wurden die Teilnehmer der 21 Landesverbände des DFB am DFB-Pokals der Frauen 2017/18 ermittelt. Die Sieger der Verbandspokale waren zur Teilnahme an der ersten Runde des DFB-Pokals berechtigt. Zweite Mannschaften dürfen nicht am DFB-Pokal teilnehmen. Sollte ein Aufsteiger in die 2. Bundesliga den Verbandspokal gewonnen haben, rückte der unterlegene Finalist nach.

## Endspielergebnisse
Die Tabelle gibt eine Übersicht über die Verbandspokal-Endspiele der Saison 2016/17. Die Mannschaft, die sich für den DFB-Pokal qualifiziert hatte, ist fett dargestellt. Die Abkürzungen hinter den Vereinsnamen stehen für die Spielklassenzuordnung der gleichen Saison: RL = Regionalliga; OL = Oberliga; VL = Verbandsliga; LL = Landesliga. Die folgende römische Zahl gibt die Ligenebene an. Bei der drittklassigen Regionalliga wird darauf verzichtet.
| Verbandspokal-Endspiele der Saison 2016/17 |                              |                     |                                   |                     |                              |
| Verband                                    | Pokal                        | Ort                 | 1. Finalist                       | Ergebnis            | 2. Finalist                  |
| Baden                                      | Sport-Lines Pokal der Frauen | Karlsruhe           | KIT SC Karlsruhe (VL / V)         | 1:1 n. V. 4:6 i. E. | TSV Neckarau (VL / V)        |
| Bayern                                     | BFV-Verbandspokal            | München             | FFC Wacker München (RL)           | 2:1                 | ETSV Würzburg (RL)           |
| Berlin                                     | Polytan-Pokal                | Berlin              | SV Blau-Gelb Berlin (VL / IV)     | 1:4                 | BSC Marzahn (RL)             |
| Brandenburg                                | Landespokal                  | Potsdam             | FSV Babelsberg 74 (RL)            | 3:1                 | Blau-Weiß Beelitz (RL)       |
| Bremen                                     | Lotto-Pokal                  | Bremen              | OSC Bremerhaven (VL / IV)         | 0:9                 | ATS Buntentor (VL / IV)      |
| Hamburg                                    | ODDSET-Pokal der Frauen      | Hamburg             | Hamburger SV (RL)                 | 3:3 n. V. 4:3 i. E. | TSC Wellingsbüttel (VL / IV) |
| Hessen                                     | Hessenpokal                  | Eichenzell          | TSV Jahn Calden (OL / IV)         | 7:2                 | TSG Neu-Isenburg (OL / IV)   |
| Mecklenburg-Vorpommern                     | Polytan Cup                  | Neubrandenburg      | SV Hafen Rostock 61 (VL / IV)     | 1:9                 | 1. FC Neubrandenburg 04 (RL) |
| Mittelrhein                                | FVM-Pokal                    | Düren               | Vorwärts Spoho Köln (RL)          | 2:1                 | SC Fortuna Köln (RL)         |
| Niederrhein                                | ARAG-Pokal                   | Düsseldorf          | Düsseldorfer CfR links (VL / IV)  | 2:5                 | SV Walbeck (VL / IV)         |
| Niedersachsen                              | AOK-Niedersachsenpokal       | Barsinghausen       | TV Jahn Delmenhorst (RL)          | 3:1                 | TSV Limmer (RL) 1            |
| Rheinland                                  | Rheinlandpokal               | Altenkirchen        | SG 99 Andernach (RL)              | 9:0                 | SV Holzbach (VL / IV) 1      |
| Saarland                                   | Saarlandpokal                | Saarwellingen       | DJK Saarwellingen (VL / IV)       | 0:2                 | 1. FC Riegelsberg (RL)       |
| Sachsen                                    | tipico-Sachsenpokal          | Görlitz             | FC Silesia Görlitz (LL / IV)      | 1:4                 | 1. FFC Fortuna Dresden (RL)  |
| Sachsen-Anhalt                             | Polytan FSA-Pokal            | Magdeburg           | SSV Besiegdas Magdeburg (VL / IV) | 0:7                 | Magdeburger FFC (RL)         |
| Schleswig-Holstein                         | SHFV-Lotto-Pokal             | Kiel                | SV Neuenbrook/Rethwisch (OL / IV) | 0:7                 | Holstein Kiel (RL)           |
| Südbaden                                   | SBFV-Pokal                   | Hausen im Wiesental | Hegauer FV (RL)                   | 11:0                | FC Grüningen (LL / V)        |
| Südwest                                    | Südwestpokal                 | Grünstadt           | TuS Wörrstadt (RL)                | 0:1                 | SC Siegelbach (RL)           |
| Thüringen 2                                | Thüringenpokal               | Weimar              | Weimarer FFC (VL / IV) 1          | 0:6                 | FF USV Jena II (RL)          |
| Westfalen                                  | Westfalenpokal               | Dortmund            | SpVg Berghofen (VL / IV)          | 0:3                 | VfL Bochum (RL)              |
| Württemberg 2                              | wfv-Pokal                    | Sindelfingen        | VfL Sindelfingen II (OL / IV)     | 0:1                 | SV Alberweiler (OL / IV)     |